# Света Фотина (Бер)
„Света Фотина“ (на гръцки: Αγίας Φωτεινής), известна като „Света Фотида“ (Αγία Φωτίδα), е средновековна православна църква в южномакедонския град Бер (Верия), Егейска Македония, Гърция. 

## История
В 1924 година църквата е обявена за паметник на културата. В 1939 година е разрушена за прокарване на нов път, като всички стенописи са свалени и запазени в Берския византийски музей.
- Стенописи
- Къща и градина, началото на XV век
- Фрагмент от „Кръщение“, 1400 г.
- „Рождество Христово“, 1400 г.
- „Слизане в Ада“, 1400 г.